# Flughafen Jyväskylä

i8
i11
i13
Der Flughafen Jyväskylä (IATA-Code: JYV, ICAO-Code: EFJY) befindet sich nahe dem Ort Tikkakoski und 21 km nördlich der Stadt Jyväskylä.
Die Fluggesellschaft Finnair fliegt von Jyväskylä die Flüghäfen Helsinki und Kajaani an. Diese Flüge werden von My Jet Xpress Airlines durchgeführt.
Daneben benutzen auch die finnischen Luftstreitkräfte den Flughafen. Frachtflüge werden von verschiedenen nationalen und internationalen Frachtunternehmen durchgeführt.
Da der Flughafen nahe dem Ort Tikkakoski liegt, wird er auch manchmal inoffiziell Flughafen Tikkakoski genannt.
Das Finnische Luftwaffenmuseum liegt südlich des Flughafens.